# Polymixis flavidior
Polymixis flavidior är en fjärilsart som beskrevs av W. Warren 1911. Polymixis flavidior ingår i släktet Polymixis och familjen nattflyn. Inga underarter finns listade i Catalogue of Life.